# Lijst van Belgische adelsverheffingen 1988
Personen die in 1988 werden opgenomen in de Belgische adel of een adellijke titel ontvingen.

## Burggraaf
- André Schöller (1908-1992), grootmaarschalk aan het hof, erfelijke adel en de persoonlijke titel burggraaf.

## Baron
- Paul Vander Heyde (1923- ), notaris, erfelijke adel en de titel baron.
- Jonkheer François Joly (1922- ), de titel baron, overdraagbaar bij eerstgeboorte.
- Ridder Etienne de Spot (1910-2002), de persoonlijke titel baron.

## Ridder
- Jacques Brassinne (1929- ), erfelijke adel en persoonlijke titel van ridder.
- Jacques Brotchi (1942- ), senator, hoogleraar, erfelijke adel en persoonlijke titel van ridder (in 2008: persoonlijke titel baron).
- Philippe de Somer (1939- ), erfelijke adel en de persoonlijke titel ridder.
- Jonkheer Georges Speeckaert (1915-1997), persoonlijke titel ridder.
- Guy Spoo (1927- ), erfelijke adel en persoonlijke titel ridder.

## Jonkheer
- Jean Breydel de Groeninghe (1944-1996), erfelijke adel.
- Michel Breydel de Groeninghe (1945), erfelijke adel.
- Louis-Philippe Breydel de Groeninghe (1949), erfelijke adel.
- Pierre Grosjean (1910- ), voorzitter van de Ligue esthétique belge, erfelijke adel.
- Pierre van der Mersch (1935- ), erfelijke adel.
- François van der Mersch (1939- ), erfelijke adel.
- Vincent van der Mersch (1940-1988), erfelijke adel.